# マツケンサンバ

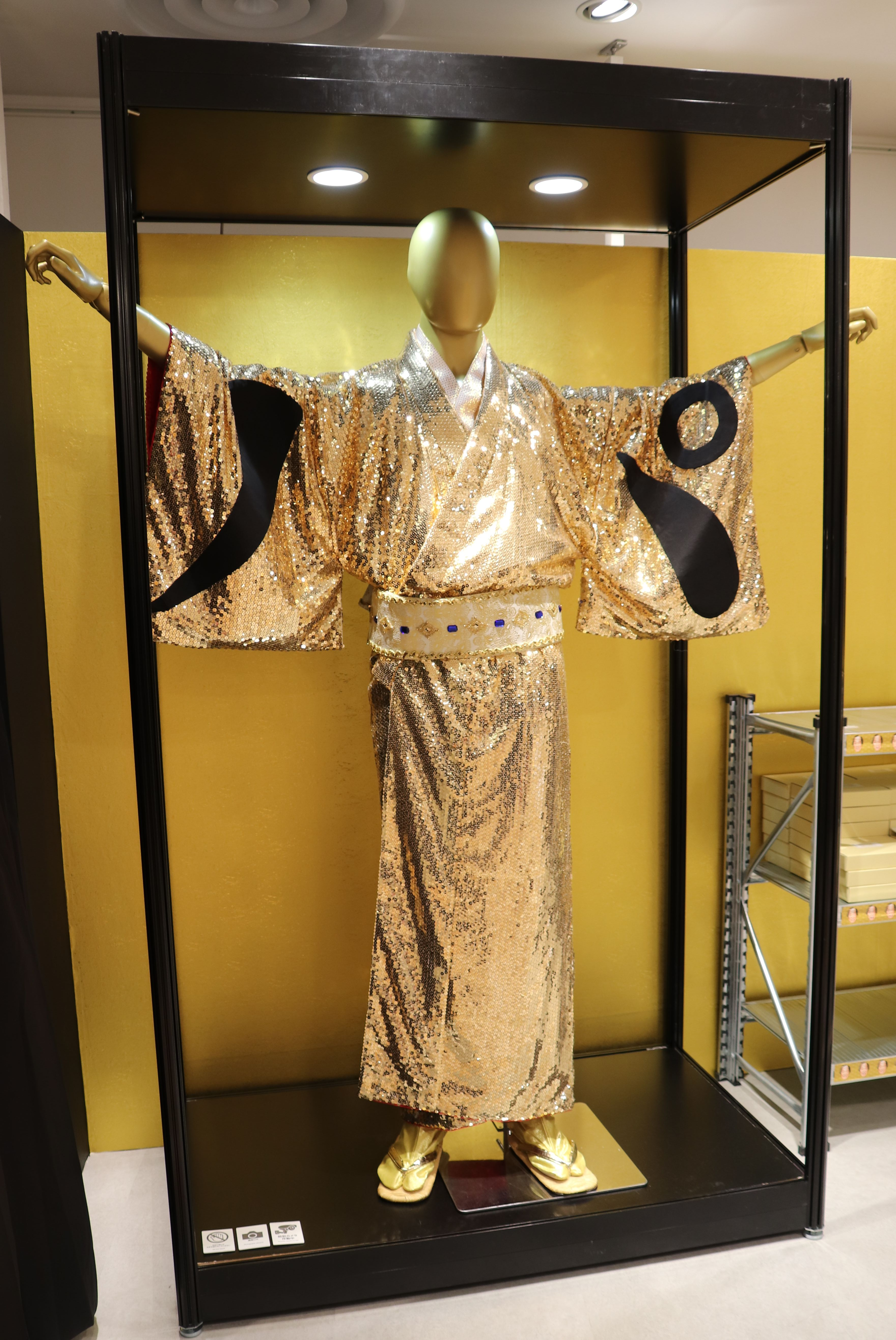
「マツケンサンバ」の衣装のひとつ（2024年1月撮影）

「マツケンサンバ」は、松平健が歌う一連のシリーズ楽曲で、「松健音頭」「マツケンマンボ」「マツケンロック」など、松平が歌と踊りを披露する「マツケンシリーズ」のひとつである。
タイトルが「サンバ」ながら音楽的には歌謡曲テイストであり、正統的にはサンバではなくポップス路線の楽曲である。また歌謡ショーでの演出を想定した曲となっている。

## マツケンサンバI
「マツケンサンバI」（マツケンサンバワン）は、松平が歌う「マツケンサンバ」シリーズの1作目である。
杉紀彦が作詞、京建輔が作曲を担当した。
1992年頃に作られた。

### 自主制作盤
1999年10月に、キングレコードに製造を委託した自主制作盤CD（規格品番はNCDS-499）としてシングルが発売。カップリングには「マツケンサンバII」を収録した。なおCDの背表紙では「マツケンサンバI／マツケンサンバII」と両A面での表記になっている。
通常のCDの流通ルートに入らなかったため一般のレコード店には並ばず、松平の公演会場や通信販売のみでしか購入できなかった。

#### 収録曲
1. マツケンサンバI
  - 作詞：杉紀彦、作曲：京建輔
2. マツケンサンバI（オリジナル・カラオケ）
3. マツケンサンバII
  - 作詞：吉峯暁子、作曲：宮川彬良
4. マツケンサンバII（オリジナル・カラオケ）

## マツケンサンバII
「マツケンサンバII」（マツケンサンバツー）は、松平が歌う「マツケンサンバ」シリーズの2作目で、「マツケンサンバ」として広く一般に認識されている。

### 概要
1994年に作られ、公演の歌謡ショーの中で歌われ、舞台版『暴れん坊将軍』が終わると必ず歌われていた。
松平によるとマツケンサンバIは「時代劇のにおいがぬぐいきれなかった」とのことで、時代劇とかけ離れたものを、ということで企画されたのがこのマツケンサンバIIだという。
作詞はOSK日本歌劇団の座付き作家であった吉峯暁子、作曲・編曲は宮川彬良、ダンスの振付は真島茂樹らがそれぞれ担当した。1999年に現振付へ変更したが、1994年完成当初から数年は日舞の動きを元にした振付である。
曲は歌謡ショーでは松平の着替えや腰元ダンサーズが入場するまでの時間を稼ぐため、イントロが1分6秒と長めになっているのが特徴である。
歌い出しに「叩けボンゴ」といった歌詞があるがボンゴはサンバに使われない。サンバは本来2/4拍子であるが、この曲は4/4拍子である。そしてこの曲のメインフレーズの一つに「オレ！(O le!)」というフレーズがあるが、"オレ"は本来フラメンコでの掛け声である。English ver.も存在する。振り付けは真島茂樹が担当した。
松平の後ろでは、腰元（腰元ダンサーズ）と町人風の衣装を着たダンサー達が乱舞する。ダンスの振付を担当する真島茂樹は「マツケンサンバII」を「マツケンサンバトゥー」と発音する。
ミュージック・ビデオでの激しく踊る振付と派手な和服衣装が若者にも受け入れられ、2004年末から2006年まで大ブームとなった。この曲がきっかけで一般的にフルネーム・松平健よりも「マツケン」と呼ばれることが多くなった。

### 来歴
1999年10月、シングル「マツケンサンバI」のカップリングとして自主制作盤CDが発売された（前述）。
一般発売盤が発売される以前から、ラジオ番組『コサキンDEワァオ!』、『堀内健とビビる大木のオールナイトニッポン』、東海地方のZIP-FMでは落合健太郎が、「マツケンサンバI」と共に本楽曲を「イントロが非常に長い歌」として紹介し、同番組のリスナーにも人気を博していた。特に『コサキン』では、自主制作盤が発売された直後、1999年11月に早くもリスナーの投稿で紹介された。
2001年頃、松平の舞台を見た名古屋の地元メディアの女性たちが応援団となり、人気に火がついた。
2002年に有線放送のUSEN440とキャンシステムへのリクエストが可能になった。
2003年5月に通信カラオケJOYSOUNDの「HyperJoy」で配信された。
2003年9月1日、本楽曲と「マツケンでGO!」「マツケンマンボ」のニューアレンジ版を収録したミニ・アルバム『MATSUKEN DANCE TRACKS』が自主制作盤CDとして発売された。
2004年に一般発売盤が発売された（後述）。
2020年12月、公式YouTubeチャンネルにてフルバージョンのミュージック・ビデオが公開された。
2022年にアニサマ出演前、自分の英語版カバーMVとデジタル配信にリリースされている。

### 一般発売盤
2003年秋季にジェネオンエンタテインメントの川口真司が、知人の誘いで松平の舞台を観覧して「マツケンシリーズ」の楽曲を知り、メジャー発売を計画する。『マツケンサンバII』が2004年にジェネオンエンタテインメントから発売する以前に、他のレコード会社が松平の事務所にCD発売を打診したが断られている。
2004年7月7日、「マツケンサンバII」「マツケンサンバI」「マツケンマンボ」「マツケンでGO!」（日産自動車のイメージソングで歌詞には日産の歴代車、セドリックやローレル、ブルーバードなどが入る。日産CMバージョンは歌詞の一部が変更）の4曲に、小西康陽による「マツケンサンバII」リミックス（READYMADE SHOGUN MIX 2004）を加え、ミュージック・ビデオDVDとの2枚組仕様でミニ・アルバム『マツケンサンバII』がジェネオンエンタテインメントから一般発売された。若者受けを意識し、クラブ風にミラーボールやラメを配したジャケット・デザイン。
8月11日、EP『マツケンサンバII 〜オーレ!EP〜』（「マツケンマンボ」と「マツケンサンバII」の小西康陽リミックス）が発売された。オリコンはミニ・アルバムと合算されて売上集計されたが、プラネットはミニ・アルバムと別々に集計された（後述）。
12月15日、CD『マツケンサンバII Remix Tracks』、DVD『マツケンサンバII 振り付け完全マニュアルDVD』同時発売された。
2024年12月25日、『マツケンサンバⅡ―芸能生活50周年記念盤―』が発売された。

#### チャート成績
オリコンシングルチャート初登場17位。松平健にとっては1980年11月25日に「夜明けまで」で歌手デビューして以来、初の同チャートでのトップ100入りとなった。『第55回NHK紅白歌合戦』への出場決定の報道後に順位を伸ばし、2004年12月20日付の同チャートで9位となり初のトップ10入り、2005年1月3日付の同チャートでは5位となり初ののトップ5入りと上昇と下降を繰り返したが、発売以来長期間にわたりチャート100位内をキープし続けた。2005年1月17日付オリコンシングルチャートで3位を記録し、初のトップ3入りとなった。
12月15日に発売された『マツケンサンバII Remix Tracks』は、オリコンシングルチャートで初登場20位。DVD『マツケンサンバII 振り付け完全マニュアルDVD』はオリコンセルDVDチャートで初登場7位（音楽DVDでは5位）であった。
ミニ・アルバム『マツケンサンバII』はプラネットではアルバムに分類され、プラネットアルバムチャート初登場22位、翌週には21位。EP『マツケンサンバII 〜オーレ!EP〜』はプラネットシングルチャート初登場34位。
ジェネオンエンタテインメントの川口真司によると、当初の販売目標は1 - 2万枚だったが、結果的には2005年7月時点でCDは累計50万枚、DVDは累計15万枚を売り上げた。

#### 収録曲

##### マツケンサンバII（CD+DVD）
| #         | タイトル                                        | 作詞      | 作曲      | 編曲      | リミックス | 時間  |
| --------- | ----------------------------------------------- | --------- | --------- | --------- | ---------- | ----- |
| 1.        | 「マツケンサンバII」(ショート・バージョン)      | 吉峯暁子  | 宮川彬良  | 宮川彬良  |            | 4:12  |
| 2.        | 「マツケンサンバII」(READYMADE SHOGUN MIX 2004) | 吉峯暁子  | 宮川彬良  |           | 小西康陽   | 6:19  |
| 3.        | 「マツケンでGO!」                               | 及川眠子  | 宮川彬良  | 桑田衛    |            | 4:17  |
| 4.        | 「マツケンマンボ」                              | 杉紀彦    | 曽根幸明  | 桑田衛    |            | 3:33  |
| 5.        | 「マツケンサンバI」                             | 杉紀彦    | 京建輔    | 京建輔    |            | 5:24  |
| 6.        | 「マツケンサンバII」(フル・バージョン)          | 吉峯暁子  | 宮川彬良  | 宮川彬良  |            | 4:57  |
| 7.        | 「マツケンサンバII」(オリジナル・カラオケ)      |           |           |           |            | 4:57  |
| 8.        | 「マツケンでGO!」(オリジナル・カラオケ)         |           |           |           |            | 4:18  |
| 9.        | 「マツケンマンボ」(オリジナル・カラオケ)        |           |           |           |            | 3:35  |
| 10.       | 「マツケンサンバI」(オリジナル・カラオケ)       |           |           |           |            | 5:24  |
| 合計時間: | 合計時間:                                       | 合計時間: | 合計時間: | 合計時間: | 合計時間:  | 46:56 |

| #  | タイトル                                   | 作詞 | 作曲・編曲 |
| -- | ------------------------------------------ | ---- | ---------- |
| 1. | 「マツケンサンバII」(ミュージック・ビデオ) |      |            |

##### マツケンサンバII 〜オーレ!EP〜
| #         | タイトル                                        | 作詞      | 作曲      | 編曲      | リミックス | 時間  |
| --------- | ----------------------------------------------- | --------- | --------- | --------- | ---------- | ----- |
| 1.        | 「マツケンサンバII」(ショート・バージョン)      | 吉峯暁子  | 宮川彬良  | 宮川彬良  |            | 4:12  |
| 2.        | 「マツケンサンバII」(READYMADE SHOGUN MIX 2004) | 吉峯暁子  | 宮川彬良  |           | 小西康陽   | 6:19  |
| 3.        | 「マツケンマンボ」                              | 杉紀彦    | 曽根幸明  | 桑田衛    |            | 3:33  |
| 4.        | 「マツケンサンバII」(オリジナル・カラオケ)      |           |           |           |            | 4:12  |
| 合計時間: | 合計時間:                                       | 合計時間: | 合計時間: | 合計時間: | 合計時間:  | 18:16 |

##### マツケンサンバII "Remix Tracks"
| 全作詞: 吉峯暁子、全作曲: 宮川彬良。 |                                                                |           |            |                                  |      |
| #                                    | タイトル                                                       | 作詞      | 作曲・編曲 | リミックス                       | 時間 |
| 1.                                   | 「マツケンサンバII」(マツケン・ジャズ)                         | 吉峯暁子  | 宮川彬良   | 須永辰緒                         | 4:36 |
| 2.                                   | 「マツケンサンバII」(Goldboxfish Paradise)                     | 吉峯暁子  | 宮川彬良   | CKB-Annex                        | 4:53 |
| 3.                                   | 「マツケンサンバII」(Jazztronik mix)                           | 吉峯暁子  | 宮川彬良   | 野崎良太                         | 4:23 |
| 4.                                   | 「マツケンサンバII」(READYMADE SHOGUN MIX 2004)                | 吉峯暁子  | 宮川彬良   | 小西康陽                         | 6:17 |
| 5.                                   | 「マツケンサンバII」(叩けボンゴVersion)                        | 吉峯暁子  | 宮川彬良   | 川上つよしと彼のムードメイカーズ | 4:36 |
| 6.                                   | 「マツケンサンバII」(MATSUKEN CARNIVAL MIX)                    | 吉峯暁子  | 宮川彬良   | 福富幸宏                         | 5:29 |
| 7.                                   | 「マツケンサンバII」(マツケン・ジャズ (Instrumental))          | 吉峯暁子  | 宮川彬良   |                                  | 4:30 |
| 8.                                   | 「マツケンサンバII」(Goldboxfish Paradise (Instrumental))      | 吉峯暁子  | 宮川彬良   |                                  | 4:54 |
| 9.                                   | 「マツケンサンバII」(Jazztronik mix (Instrumental))            | 吉峯暁子  | 宮川彬良   |                                  | 4:21 |
| 10.                                  | 「マツケンサンバII」(READYMADE SHOGUN MIX 2004 (Instrumental)) | 吉峯暁子  | 宮川彬良   |                                  | 6:17 |
| 11.                                  | 「マツケンサンバII」(叩けボンゴVersion (Instrumental))         | 吉峯暁子  | 宮川彬良   |                                  | 4:36 |
| 12.                                  | 「マツケンサンバII」(MATSUKEN CARNIVAL MIX (Instrumental))     | 吉峯暁子  | 宮川彬良   |                                  | 5:30 |
| 合計時間:                            | 合計時間:                                                      | 合計時間: | 60:22      |                                  |      |

| #  | タイトル                                                                | 作詞 | 作曲・編曲 |
| -- | ----------------------------------------------------------------------- | ---- | ---------- |
| 1. | 「マツケンサンバII」(2004年8月8日:神宮球場花火大会ライヴ・ヴァージョン) |      |            |

##### マツケンサンバII "Remix Tracks" 赤盤
| 全作詞: 吉峯暁子、全作曲: 宮川彬良。 |                                        |           |            |            |      |
| #                                    | タイトル                               | 作詞      | 作曲・編曲 | リミックス | 時間 |
| 1.                                   | 「マツケンサンバII」(マツケン・ジャズ) | 吉峯暁子  | 宮川彬良   | 須永辰緒   | 4:36 |
| 2.                                   | 「マツケンサンバII」(Jazztronik mix)   | 吉峯暁子  | 宮川彬良   | 野崎良太   | 4:23 |
| 合計時間:                            | 合計時間:                              | 合計時間: | 8:59       |            |      |

##### マツケンサンバII "Remix Tracks" 白盤
| 全作詞: 吉峯暁子、全作曲: 宮川彬良。 |                                             |           |            |                                  |      |
| #                                    | タイトル                                    | 作詞      | 作曲・編曲 | リミックス                       | 時間 |
| 1.                                   | 「マツケンサンバII」(Goldboxfish Paradise)  | 吉峯暁子  | 宮川彬良   | CKB-Annex                        | 4:53 |
| 2.                                   | 「マツケンサンバII」(叩けボンゴVersion)     | 吉峯暁子  | 宮川彬良   | 川上つよしと彼のムードメイカーズ | 4:36 |
| 3.                                   | 「マツケンサンバII」(MATSUKEN CARNIVAL MIX) | 吉峯暁子  | 宮川彬良   | 福富幸宏                         | 5:29 |
| 合計時間:                            | 合計時間:                                   | 合計時間: | 14:58      |                                  |      |

### 批評
フリーライターの鶴岡英理子は、2000年9月に明治座で開催された松平健特別公演「木曽義仲と三人の女」「唄う絵草紙2000」を観覧し、ステージで「松健音頭」「マツケンサンバI」と共に「マツケンサンバII」を聴き、絶賛している。
落合健太郎は歌謡ショーを観覧した際、松平が時代劇とは正反対の派手な衣装で登場したことに衝撃を受け、CDを購入しラジオで紹介したとしている。

### テレビ番組出演
1996年9月30日に、テレビ朝日『徹子の部屋』に松平がゲスト出演した際、マツケンサンバ（IかIIかは不明）について触れられた。
2001年12月31日に、テレビ東京『年忘れにっぽんの歌』で披露した。
2002年7月30日に、NHK総合テレビ『NHK歌謡コンサート』で披露された。2003年3月11日には同番組の「もう一度見たい名場面」のコーナーで放送された。
2003年6月21日に、CS放送局の時代劇専門チャンネル特別企画『松平健祭り』舞台での模様が放送され、同局視聴者から大きな反響を呼び、異例の再放送が行われた。
2003年11月20日にNHK『金曜ショータイム』に出演。密かな話題になっていった。
2004年12月1日に『FNS歌謡祭』（フジテレビ）で本楽曲が放送され、当該時間帯の番組視聴率1位となった。
2004年12月31日に『第55回NHK紅白歌合戦』へ初出場し、『第46回・輝く!日本レコード大賞』で特別賞を受賞した。
2005年、『24時間テレビ』（日本テレビ／NNN30社・NNS29社+1社）では、日本武道館で香取慎吾（カツケン）&チビカツ、長崎県の老人ホームで松平健with腰元ダンサーズ、愛知万博会場で赤井英和とHINOIチーム、そして万博会場に集結した世界各国の人々と共に「史上最大のマツケンサンバII」と題した企画が実行された。
2005年12月31日に、テレビ東京の『年忘れにっぽんの歌』でマツケンサンバシリーズがメドレーで披露された。
2019年7月6日の『THE MUSIC DAY 2019 〜時代〜』（日本テレビ）に松平が出演し、当日はARの番組連動企画でスマートフォンの画面上に松平が出現した。番組内で松平のアバターも制作され、CM前に登場した。
『SMAP×SMAP』（関西テレビ・フジテレビ）では、SMAP（当時）の香取慎吾がパロディ・キャラクター「カツケン」に扮し、『カツケンサンバ』という替え歌と踊りを披露。2020年12月31日の『年忘れにっぽんの歌』（テレビ東京）に松平のスペシャルゲストで香取が登場、2人で「マツケンサンバII」を歌い、関連動画も撮影された。
2020年12月31日、日本テレビ『絶対に笑ってはいけない大貧民GoToラスベガス24時!』で松平が替え歌を披露した。
2021年12月24日、テレビ朝日『ミュージックステーション ウルトラ SUPER LIVE 2021』番組内で披露される35年間のヒット曲メドレーで本楽曲振付の真島茂樹、42人のダンサーと共に「マツケンサンバII」でトリを務める。
2021年12月31日に『第72回NHK紅白歌合戦』の特別枠で17年ぶりに紅白歌合戦へ出演した。
2022年12月31日、フジテレビ系『逃走中～大みそかSP お台場大決戦!～』に出演し、スペシャルバージョンの「マツケンサンバII」ならぬ「マツケンハンター」を松平がハンターに扮して披露した。

### 関連CM
- アンドロイドマツケンサンバ - ジャパンケーブルネット（JCN） マツケンがアンドロイドになり、本編では『笑えて泣ける』ストーリーである。
- アサヒビール「アサヒ・ザ・ドリーム」TV-CM「うまさの大地篇」（2017年） 『マツケンサンバII』のイントロ部分が使用された。
- dカードゴールド「もっていないともったいない」篇[39] NTTドコモ（中条あやみ：2018年） 替え歌として用いられる。
- 松屋フーズ「みんなの!マツベンサンバ」篇[40][41] で、松平がインターネットで注文した弁当を松屋で受け取り、帰路で坂道を住民と一緒に替え歌を歌いながら帰る。
- JRA「マツケンアリマ66」[42][43]  2021年12月26日発走「第66回有馬記念」開催にちなみ「マツケンアリマ66」と題し、歌詞を競馬向けに改詞したワンコーラスの替え歌を披露。CMは実際の競馬の映像を挟みながら画面の中狭しとあちこちからCGの松平の顔や姿が出てくるユニークな仕上がりになっており、着物の家紋がJRAのマークになっている。
- アフラック生命保険「ALL-inプラスアフラックからの手紙 15話 舞台本番」篇（2022年5月 - ）※櫻井翔と共演。
- モンスターハンターライズ大型拡張コンテンツ『モンスターハンターライズ：サンブレイク』の発売記念MVに、本楽曲の替え歌である「マツケンサンブレイク」が使用された[44]。このコラボは松平自身が本ゲームのプレイ動画をYouTubeに投稿したことがきっかけで実現したものだが[44]、公開の数か月前にこのMVの公開を予言していたとされるツイートが発見され、話題となった[45]。
- DMM.comの提供するオンラインクレーンゲーム「DMMオンクレ」の「毎日がカルナバル」篇で自身が出演し替え歌バージョンとして使用されている[46]。

### その他
2004年8月8日に「2004神宮外苑花火大会」の神宮軟式球場ステージで披露（『Remix Tracks』同梱DVDに収録）し、神宮球場にもサプライズで登場、話題となった。
ブームは海外にも伝えられ、2005年2月19日付ニューヨーク・タイムスで「アメリカ人にとってマツケンサンバは、西部劇の大スターであるジョン・ウェインがヴィレッジ・ピープル（1970年代後半に一世を風靡したアメリカのディスコグループ。ゲイファッションを連想させるコスプレ姿でパフォーマンスをした）のカウボーイの格好でコミカルなパフォーマンスをやるようなもの」と紹介された。
アメリカメジャーリーグ・ドジャースの石井一久投手（当時）の2005年シーズンの入場曲に選ばれた。
東北放送のラジオ番組で、プロ野球・東北楽天ゴールデンイーグルスの応援歌として『楽天サンバ』という替え歌が発表された。
嘉門達夫が2005年4月29日に渋谷駅前で開催した街頭ライブで、『振り込め詐欺』をテーマにした替え歌を披露した。このことも影響して「オレオレは マツケンサンバ だけでいい」というサラリーマン川柳も作られている。
2005年『第56回NHK紅白歌合戦』出場歌手選考参考アンケートとしてNHKが実施した『スキウタ〜紅白みんなでアンケート〜』で白組8位にランクインされた（しかし、松平は落選した）。
2006年5月にパチンコ台「CRマツケンサンバ」が藤商事からリリースされ、全国のパチンコ店に設置された。
作曲者の宮川彬良が出演するNHK教育テレビの番組「クインテット」でも、この曲と童謡「ぶんぶんぶん」とをコラボさせた曲が流れたことがあった。
2017年2月、アサヒビール「アサヒ ザ・ドリーム」のCMに楽曲が使用された。
2023年12月24日、ももいろクローバーZと松平健のコラボ楽曲「マツケンサンバII×行くぜっ！怪盗少女 -TeddyLoid ULTRA MASHUP ver.-」配信リリースされた。
2025年1月より放送開始のテレビアニメ『悪役令嬢転生おじさん』にて、主人公のキャストがカバーする「マツケンサンバII」がエンディングテーマ曲として採用された。
同年7月25日、大阪・関西万博において、春・夏・秋の3回にわたり大阪の魅力を発信するイベント「大阪ウィーク」の夏のオープニングイベントとして、万博会場内のEXPOアリーナ「Matsuri」で、「マツケンサンバ＠EXPO2025」が開催され、「暴れん坊将軍」「マツケンサンバ2音頭」の2曲を歌唱後、金色の着物に衣装替えをし「マツケンサンバⅡ」を披露、吉村知事、横山英幸大阪市長や、約6000人の来場客と共に踊った。

## マツケンサンバIII
「マツケンサンバIII」（マツケンサンバスリー）は、松平が歌う「マツケンサンバ」シリーズの3作目である。
2004年に発売された前作『マツケンサンバII』がヒットしたこともあり、早くから制作される事が発表されていた。間奏部分で踊るダンスは前作よりもはるかに進化し、激しい動きも多い。2005年9月14日、続編に当たる本作が発売された。
本作は松平が作詞、作曲は前作に続き宮川彬良、ダンスの振付は前作同様真島茂樹が担当した。

### 収録曲
| 全作曲: 宮川彬良。 |                                                  |           |            |           |            |      |
| #                  | タイトル                                         | 作詞      | 作曲・編曲 | 編曲      | リミックス | 時間 |
| 1.                 | 「マツケンサンバIII」(フルバージョン)            | 松平健    | 宮川彬良   | 宮川彬良  |            | 7:09 |
| 2.                 | 「マツケンサンバIII」(READYMADE SHOGUN MIX 2005) | 吉峯暁子  | 宮川彬良   |           | 小西康陽   | 5:27 |
| 3.                 | 「マツケンサンバIII」(ショートバージョン)        | 松平健    | 宮川彬良   | 宮川彬良  |            | 5:42 |
| 4.                 | 「マツケンサンバIII」(オリジナルカラオケ)        |           | 宮川彬良   |           |            | 7:08 |
| 合計時間:          | 合計時間:                                        | 合計時間: | 合計時間:  | 合計時間: | 25:26      |      |

## 手をつなごう〜マツケン×仮面ライダーサンバ〜
「手をつなごう〜マツケン×仮面ライダーサンバ〜」（てをつなごう マツケン×かめんライダーサンバ）は、東映配給映画『劇場版 仮面ライダーオーズ WONDERFUL 将軍と21のコアメダル』の主題歌。仮面ライダーとのコラボレーションによる楽曲である。
- 2011年8月6日に公開、平成仮面ライダーシリーズ『仮面ライダーオーズ/OOO』の劇場版作品『劇場版 仮面ライダーオーズ WONDERFUL 将軍と21のコアメダル』の主題歌で、松平も『暴れん坊将軍』徳川吉宗役で出演している[56]。
- 劇中では、オーズに変身する火野映司（演・渡部秀）とアンク（演・三浦涼介）と一緒に歌い、ラップパートは三浦が手掛ける[55]。
- 作詞・作曲は仮面ライダーシリーズ作品の主題歌を一手に手掛ける藤林聖子と鳴瀬シュウヘイが担当、振付はIIから3作連続で真島茂樹[57]が担当した。

### 収録曲
| 全作詞: 藤林聖子、全作曲・編曲: 鳴瀬シュウヘイ。 |                                                                      |          |                |      |
| #                                                | タイトル                                                             | 作詞     | 作曲・編曲     | 時間 |
| 1.                                               | 「手をつなごう〜マツケン×仮面ライダーサンバ〜」                      | 藤林聖子 | 鳴瀬シュウヘイ | 3:57 |
| 2.                                               | 「手をつなごう〜マツケン×仮面ライダーサンバ〜」(instrumental)        | 藤林聖子 | 鳴瀬シュウヘイ | 3:57 |
| 3.                                               | 「手をつなごう〜マツケン×仮面ライダーサンバ〜」(Full Orchestra ver.) | 藤林聖子 | 鳴瀬シュウヘイ | 4:17 |
| 合計時間:                                        | 合計時間:                                                            | 12:11    |                |      |

| #  | タイトル                                                    | 作詞 | 作曲・編曲 |
| -- | ----------------------------------------------------------- | ---- | ---------- |
| 1. | 「手をつなごう〜マツケン×仮面ライダーサンバ〜」(Music Film) |      |            |

## マツケンサンバ4〜情熱のサルサ〜
「マツケンサンバ4〜情熱のサルサ〜」（マツケンサンバフォー じょうねつのさるさ）は、松平健が歌う『マツケンサンバ』シリーズの第4弾。
ナンバリングタイトル付加の楽曲としては9年ぶりの作品。両A面シングル「マツケンサンバ4 〜情熱のサルサ～/マツケンの大繁盛」収録。振付は前作同様、真島茂樹。

### 収録曲
| #         | タイトル                                                  | 作詞              | 作曲              | 編曲      | 時間  |
| --------- | --------------------------------------------------------- | ----------------- | ----------------- | --------- | ----- |
| 1.        | 「マツケンサンバ4〜情熱のサルサ〜」                       | 田村歩美&菅原万吾 | 田村歩美&北川勝利 | 相川等    | 6:40  |
| 2.        | 「マツケンの大繁盛」                                      | 新田目大介        | 新田目聖子        |           | 4:38  |
| 3.        | 「マツケンサンバ4〜情熱のサルサ〜」(オリジナル・カラオケ) |                   |                   |           | 6:40  |
| 4.        | 「マツケンの大繁盛」(オリジナル・カラオケ)                |                   |                   |           | 4:35  |
| 合計時間: | 合計時間:                                                 | 合計時間:         | 合計時間:         | 合計時間: | 22:33 |

## 関連曲
2006年、松平はこのシリーズの流れを汲む新曲「マツケンのAWA踊り」を発売し、パパイヤ鈴木が振り付けた。
- ケツメンサンバ（ケツメイシ。シングル「さくら」のカップリング）
- 盆ダンス（橋幸夫）
- ガッツ人生 ワッショイ祭り 〜OK牧場〜（ガッツ石松）
- ムギムギサンバッ!IV（中原小麦〈声優：桃井はるこ〉）
- マイケルンバII（マイケル）
- 飛びます音頭（坂上二郎）
- ハッスル音頭（小川直也）
- マツケンサンバⅡ×行くぜっ！怪盗少女 -TeddyLoid ULTRA MASHUP ver.-（松平健×ももいろクローバーZ×TeddyLoid）[注 1]